# 로도스 구호기사단 총장궁

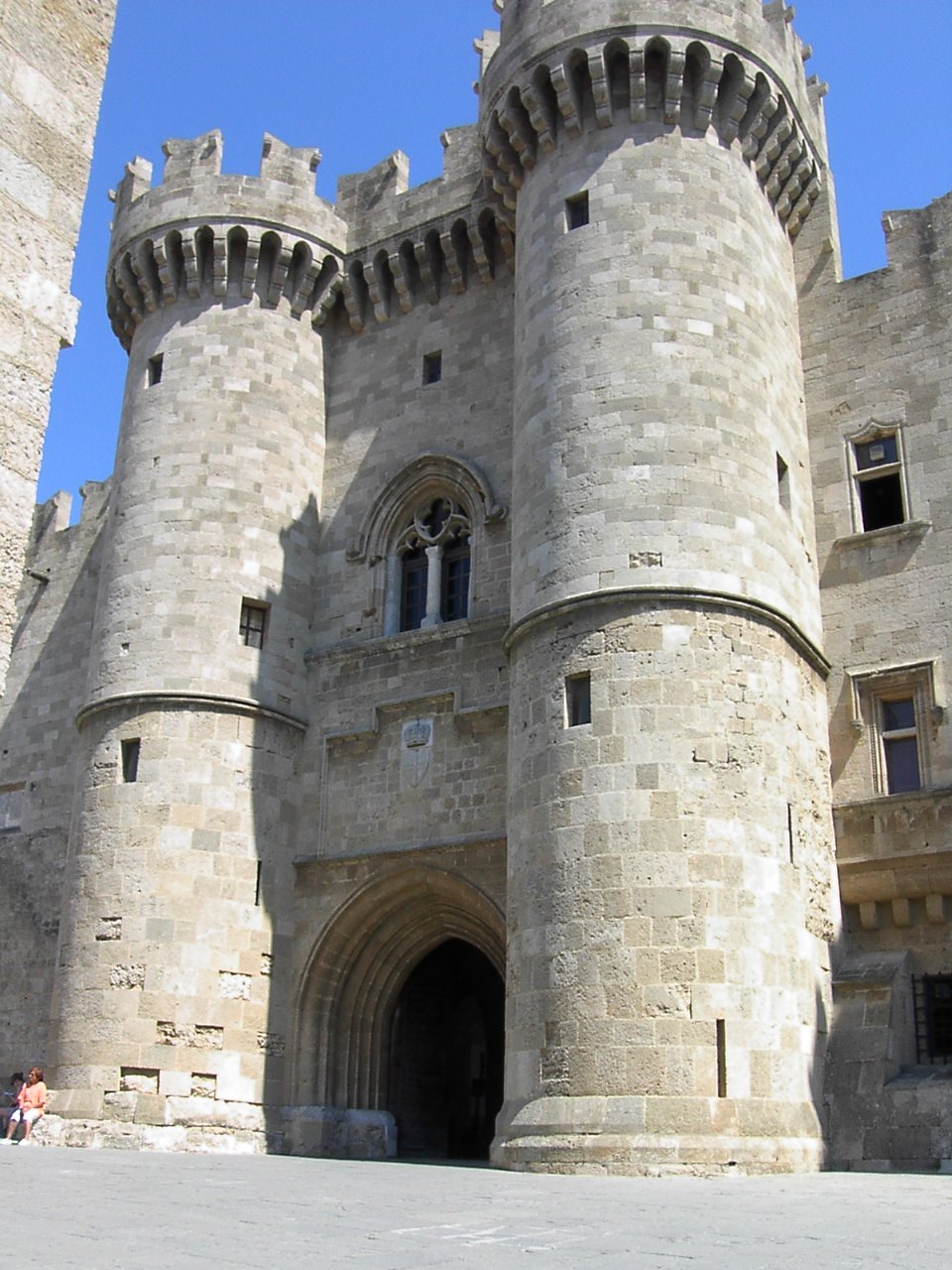
로도스 구호기사단 총장궁

로도스 구호기사단 총장궁(그리스어: Παλάτι του Μεγάλου Μαγίστρου)은 그리스 로도스에 위치한 궁전이다.

## 같이 보기
- 구호기사단